# Cueilleuses de coton
Pour les articles homonymes, voir Les Cueilleurs de coton.
Cueilleuses de coton, en anglais, The Cotton Pickers, est un tableau réalisé en 1876 par le peintre américain Winslow Homer. L'œuvre est conservée au musée d'Art du comté de Los Angeles, à Los Angeles, en Californie, aux États-Unis.

## Description
De format horizontal, cette huile sur toile est le double portrait de deux jeunes femmes afro-américaines dans un vaste champ de coton pendant la récolte.